# BBC Radio 1Xtra
BBC Radio 1Xtra (também conhecida como 1Xtra) é uma estação de rádio digital urbana contemporânea e de música negra no Reino Unido que pertence e é operada pela BBC. Lançado às 6 horas do dia 16 agosto de 2002, tinha sido o nome de código de rede X durante o período de consulta e é a estação de irmã a BBC Radio 1 . A estação é transmitida a partir do 8º andar da Broadcasting House, compartilhada com a Rádio 1.

## Política musical

antigo logotipo da BBC Radio 1Xtra usado de 2007 a 2010.

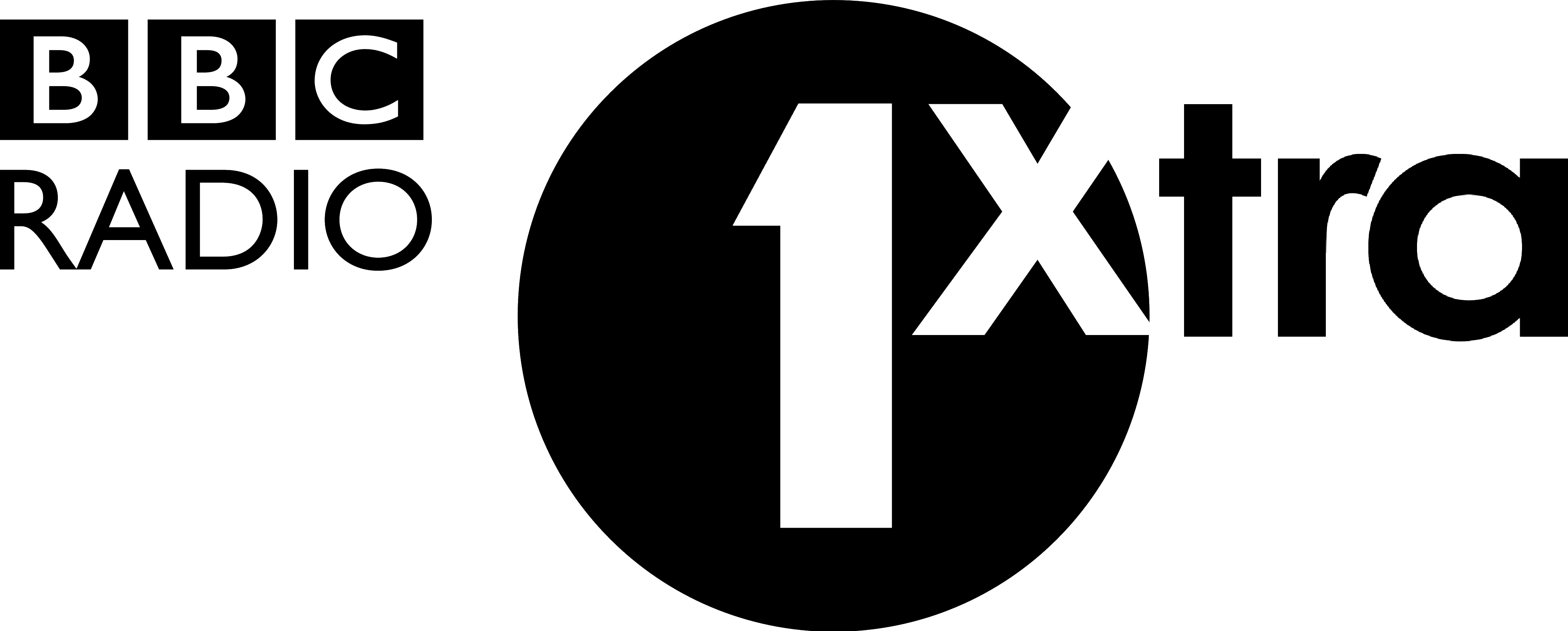
antigo logotipo da BBC Radio 1Xtra usado de 2010 a 2022.

A música da BBC Radio 1Xtra inclui principalmente Hip Hop, Grime, Bassline, UK Garage, Dubstep, Drum and bass, Funk, House, Dancehall, Reggae, música gospel, Bhangra, Soul e R&B.

## Notícias e discurso
Como parte de sua missão de transmissão de serviço público, o 1Xtra é obrigado a transportar uma quantidade significativa de notícias, informações e conteúdo de fala. A 1Xtra possuía seu próprio serviço de notícias, 1Xtra News (anteriormente conhecido como 'TX'), que era operado como uma subsidiária das operações Newsbeat da Radio 1. O tom e o estilo da apresentação de notícias estão de acordo com o público-alvo geral da emissora: jovem e predominantemente urbano.
Inicialmente, além dos boletins horários regulares, o TX teve um programa de notícias, recursos e discussão em destaque durante duas semanas, sob o título 'TX Unltd' (pronunciado 'Ilimitado'). Este programa - inicialmente transmitido em um  horário das 17:00 às 19:00 - teve uma classificação ruim e, posteriormente, foi absorvido em um formato misto de música e fala (semelhante ao usado por Jeremy Vine na Rádio 2), que foi ao ar em meio da tarde (14:00-16:00) e recebeu o nome de seu anfitrião.
Em 2009, o BBC Trust concordou em alterar mais a programação do conteúdo de notícias no 1Xtra, de modo que pudesse usar o mesmo formato operado com sucesso pelo Newsbeat da BBC Radio 1: dois boletins de notícias de 15 minutos, um no meio do dia e outro no início da noite, com outros recursos de fala, perfis e promoções sociais / culturais sendo transmitidos de forma ad-hoc em programas de música, e também com boletins regulares de hora em hora. O The Trust exigia que os principais boletins do 1Xtra não fossem ao mesmo tempo que os da Rádio 1.[carece de fontes?]